# Interpercolatrice

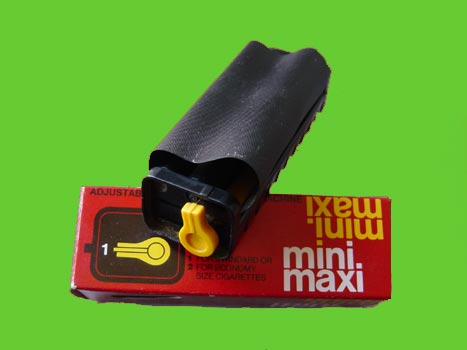
Rollatore manuale

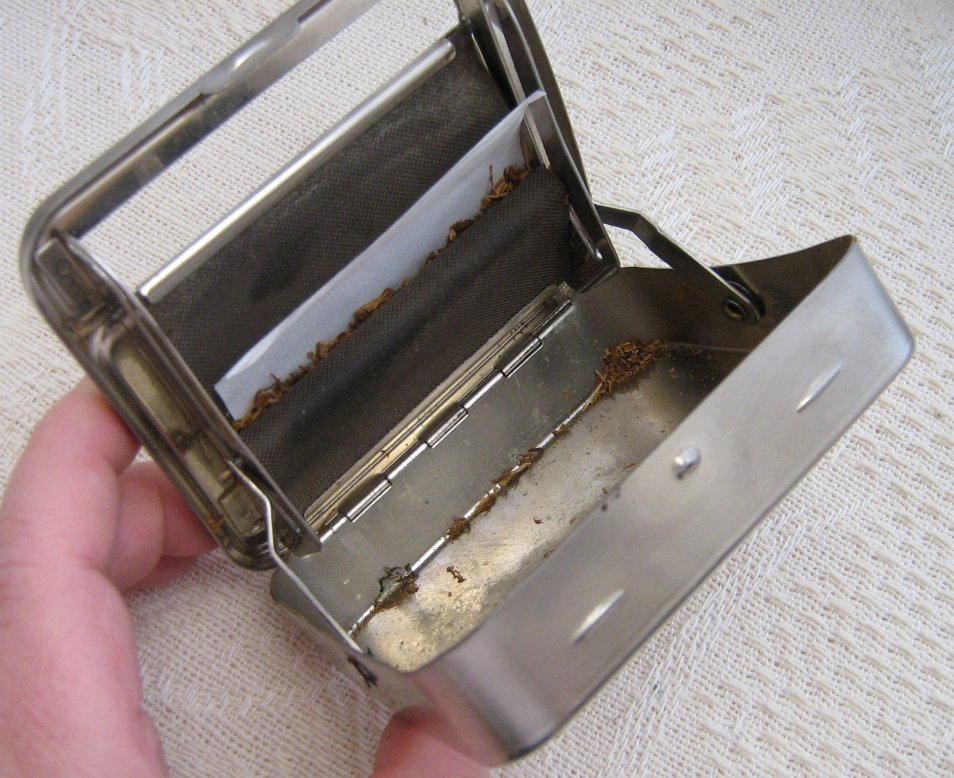
Portasigarette con rollatore automatico

L'interpercolatrice, chiamata anche rollatore, è una macchina che, riempita con tabacco da sigaretta e una cartina di adeguata dimensione, permette di arrotolare la cartina attorno al tabacco, per creare una sigaretta. In genere la carta viene quasi tutta arrotolata, ma una linguetta viene lasciata non avvolta per permettere di umettarla al fine di sigillarla.
Nella sua forma più semplice, l'interpercolatrice è costituita da due cilindri di plastica o metallo, e da una guaina di gomma, che girando attorno ai cilindri, permette l'arrotolamento della sigaretta.
Ci sono vari tipi di interpercolatrice che si raccolgono in due categorie principali, che si distinguono sostanzialmente per la presenza di un piccolo deposito per il tabacco che nei modelli più semplici non è previsto.
Il termine è riferibile sia alle semplici macchinette per uso domestico, sia alle più complesse macchine per la produzione industriale di sigarette.